# Esquemas
Albums de Becky G
'Mala Santa'
(2019)
Singles
1. Ram Pam Pam
Sortie : 20 avril 2021
2. fulanito
Sortie : 4 juin 2021
3. Mamiii
Sortie : 10 février 2022
4. No Mienten
Sortie : 20 avril 2022
5. Bailé Con Mi Ex
Sortie : 10 mai 2022

Esquemas (« schémas » en espagnol), est le deuxième album studio en espagnol de la chanteuse américaine Becky G, sorti le 13 mai 2022. Il sort sous les labels Kemosabe records, RCA et Sony Latin.
Dés sa sortie, Esquemas se place Top 92 du Billboard 200, dont numéro 5 du Top Latin Albums et le numéro 1 du classement Latin Pop Albums, ce qui équivaux a 11 000 ventes de l'album.

## Annonce
Becky annonce l'album via Instagram, en dévoilant la pochette et le titre de l'album quelques heures seulement après la sortie du quatrième single de l'album No Mienten. Elle a commencé à partager des extraits de chansons après l'annonce de l'album, notamment les chansons Tajín avec le rappeur portoricain Guaynaa, Kill Bill et le cinquième single de l'album Bailé Con Mi Ex.
La liste des psites des chansons de l'album sont dévoilés le 5 mai 2022 et la tracklist[Quoi ?] officielle a été dévoilée le 9 mai 2022. Elle a révélé que l'album avait de nouvelles collaborations avec Guaynaa et Elena Rose, et les collaborations précédemment publiées avec El Alfa, Natti Natasha et Karol G.

## Singles
Le 20 avril 2021, elle et Natti sortent leur deuxième collaboration et troisième chanson ensemble Ram Pam Pam en single pour leur deuxièmes albums studio respectif. Le 4 juin 2021, elle collabore avec El Alfa sur la chanson Fulanito sortie comme deuxième singles de l'album. Elle en est devenu virale sur l'application TikTok grâce a une danse.
Le 10 février 2022, sort la chanson Mamiii en collaboration avec la chanteuse colombienne, Karol G, en tant que troisième single de l'album. La chanson se classe numéro 15 du Billboard Hot 100, qui devient leur chanson la plus élevée au classement. Le 20 avril 2022, No mienten sort en tant que quatrième single de l'album.
Le 10 mai 2022, Bailé con mi ex sort en tant que cinquième et derniers singles de l'album.

## Accueil

### Classements
| Site de Publications | Catégorie                        | Rang | Réf    |
| -------------------- | -------------------------------- | ---- | ------ |
| Billboard            | The 50 Best Albums of 2022       | 45   | [ 12 ] |
| Rolling Stone        | The 100 Best Songs of the 2022   | 69   | [ 13 ] |
| Variety              | The 10 Best Latin Albums of 2022 | 7    | [ 14 ] |

### Distinctions
| Années | Récompenses                   | Catégories                  | Résultat   | Ref.   |
| ------ | ----------------------------- | --------------------------- | ---------- | ------ |
| 2022   | Billboard Latin Music Awards  | Latin Pop Album of the Year | Nomination | [ 15 ] |
| 2022   | Los 40 Music Awards           | Best Album                  | Nomination | [ 16 ] |
| 2022   | RIAA Gold and Platinum Awards | Top Latin Album             | Lauréat    | [ 17 ] |
| 2023   | Latin American Music Awards   | Album of the Year           | En attente | [ 18 ] |
| 2023   | Latin American Music Awards   | Best Album – Pop            | En attente | [ 18 ] |
| 2023   | Lo Nuestro Awards             | Album of the Year           | Nomination | [ 19 ] |
| 2023   | Lo Nuestro Awards             | Urban Album of the Year     | Nomination | [ 19 ] |

### Listes des titres
| Liste des titres | Liste des titres                 | Liste des titres                                          | Liste des titres | Liste des titres | Liste des titres | Liste des titres | Liste des titres | Liste des titres | Liste des titres |
| No               | Titre                            | Producteur(s)                                             | Durée            |                  |                  |                  |                  |                  |                  |
| ---------------- | -------------------------------- | --------------------------------------------------------- | ---------------- | ---------------- | ---------------- | ---------------- | ---------------- | ---------------- | ---------------- |
| 1.               | Buen Dia                         | Skylar Mones                                              | 3:38             |                  |                  |                  |                  |                  |                  |
| 2.               | Fulanito (Avec El Alfa)          | - Rafael Rodríguez - Valley Girl - Carlos A. Molina - A.C | 3:38             |                  |                  |                  |                  |                  |                  |
| 3.               | Tajin (Avec Guaynaa)             | - Kuinvi - SupaDups - Edgar Barrera                       | 2:54             |                  |                  |                  |                  |                  |                  |
| 4.               | Flashback (featuring Elena Rose) | Di Genius                                                 | 3:25             |                  |                  |                  |                  |                  |                  |
| 5.               | Bailé Con Mi Ex                  | - Mazzarri - KBeaZy                                       | 3:41             |                  |                  |                  |                  |                  |                  |
| 6.               | Dolores                          | - Kuinvi - SupaDups                                       | 3:19             |                  |                  |                  |                  |                  |                  |
| 7.               | Una Mas                          | - Di Genius - Juanjo Monserrat                            | 3:07             |                  |                  |                  |                  |                  |                  |
| 8.               | Borracha                         | - Kuinvi - SupaDups                                       | 3:37             |                  |                  |                  |                  |                  |                  |
| 9.               | Kill Bill                        | - Kuinvi - SupaDups                                       | 3:01             |                  |                  |                  |                  |                  |                  |
| 10.              | Que Le Muerda                    | - Kuinvi - SupaDups                                       | 3:40             |                  |                  |                  |                  |                  |                  |
| 11.              | Guapa                            | - Kuinvi - SupaDups                                       | 3:19             |                  |                  |                  |                  |                  |                  |
| 12.              | Ram Pam Pam (Avec Natti Natasha) | - Jean Carlos Hernández Espinal - Rafael Pina             | 3:21             |                  |                  |                  |                  |                  |                  |
| 13.              | No Mienten                       | Juacko                                                    | 3:27             |                  |                  |                  |                  |                  |                  |
| 14.              | Mamiii (Avec Karol G)            | Ovy on the Drums                                          | 3:47             |                  |                  |                  |                  |                  |                  |
| 48:48            |                                  |                                                           |                  |                  |                  |                  |                  |                  |                  |

## Classements

### Classements hebdomadaires
| Classement (2022)               | Meilleure position |
| ------------------------------- | ------------------ |
| Spanish Album PROMUSICAE        | 28                 |
| US Billboard 200                | 92                 |
| US Top Latin Albums (Billboard) | 5                  |
| US Latin Pop Albums (Billboard) | 1                  |